# Song Zheyuan
Song Zheyuan (宋哲元, 30 octobre 1885 - 5 avril 1940) est un général chinois du Kuomintang qui participa à la guerre civile chinoise et à la seconde guerre sino-japonaise.

## Biographie

### Jeunesse et éducation
Né dans le village de Zhaohong, au Nord-Ouest du comté de Leling, au Shandong, Song est éduqué par son oncle maternel, professeur d'une école confucéenne traditionnelle de Yanshan. En 1904, à 20 ans, il entre à l'institut militaire fondé par Lu Jianzhang à Pékin et devient l'un des favoris de Lu. En 1912, les troupes de ce-dernier et de Feng Yuxiang, maintenant subordonnés de Yuan Shikai, sont regroupées et Feng devient le supérieur de Song.

### Carrière militaire
En 1917, un an après avoir été nommé à la tête du 1er bataillon du 2e régiment de Feng, son bataillon mène la suppression de la tentative de restauration mandchoue de 1917 de Zhang Xun. Membre de l'armée du Guominjun, il devient gouverneur de la province du Jehol en 1926. Après la défaite du Guominjun lors de la guerre Anti-Fengtian, Feng Yuxiang participe à l'expédition du Nord, Song assume la fonction de gouverneur de la province du Shaanxi en novembre 1927 et devient, en avril de la même année, commandant de la 4e division du IIe corps de l'armée nationale révolutionnaire.
Ayant fait défection pour rejoindre le Kuomintang après le coup d'état raté de Feng en 1930 contre Tchang Kaï-chek, ses troupes deviennent la 29e armée et sont basées au sud du Shanxi où elles sont chargées de défendre les frontières du Rehe et du Cháhāěr contre les Japonais du Mandchoukouo.

## Gouverneur de la province du Cháhāěr
Song est gouverneur du Cháhāěr lorsque le Japon envahi la province fin 1932. Avec des forces bien moins équipées que l'armée japonaise, Song mène la 29e armée lors de la défense de la Grande Muraille. Les troupes japonaises réussissent à atteindre les faubourgs de Pékin et de Tianjin après leur victoire prévisible. Song est relevé de son poste et nommé commandant après la signature de l'accord de He-Umezu.

## Fin de vie
Lors de l'incident du pont Marco Polo, sa 29e armée affronte l'armée japonaise du Guandong. Ses troupes sont réduites de moitié après la défaite et chassées le long de la voie ferrée Tianjin-Pukou (en) jusqu'au Shandong durant l'opération de la voie ferrée Pékin-Hankou. Cependant, Han Fuju, gouverneur de la province suspecté de contacts clandestins avec le Japon, empêche Song de traverser le fleuve Jaune et la 29e armée se retrouve divisée à Shijiazhuang de décembre 1937 à janvier 1938. Les forces restantes accusent de lourdes pertes contre l'armée impériale japonaise et adoptent des tactiques de guérilla après s'être repliées dans les montagnes entre le Henan et le Shanxi en février 1938.
Song souffre bientôt de différents maux et meurt à l'âge de 54 ans à Mianyang au Sichuan après plusieurs essais de traitements médicaux à Guilin, Chongqing et Chengdu.